# IEC 60086
IEC 60086 は、国際電気標準会議 (IEC) が定めた一次電池に関する規格である。以下の文書からなる。
- IEC 60086-1 PRIMARY BATTERIES - PART 1: GENERAL
- IEC 60086-2 PRIMARY BATTERIES - PART 2: PHYSICAL AND ELECTRICAL SPECIFICATIONS
- IEC 60086-3 PRIMARY BATTERIES - PART 3: WATCH BATTERIES
- IEC 60086-4 PRIMARY BATTERIES - PART 4: SAFETY STANDARD FOR LITHIUM BATTERIES
- IEC 60086-5 PRIMARY BATTERIES - PART 5: SAFETY OF BATTERIES WITH AQUEOUS ELECTROLYTE

日本では、「JIS C 8500 一次電池通則」（IEC 60086-1に相当）などとして国家規格化されている。

## 記号

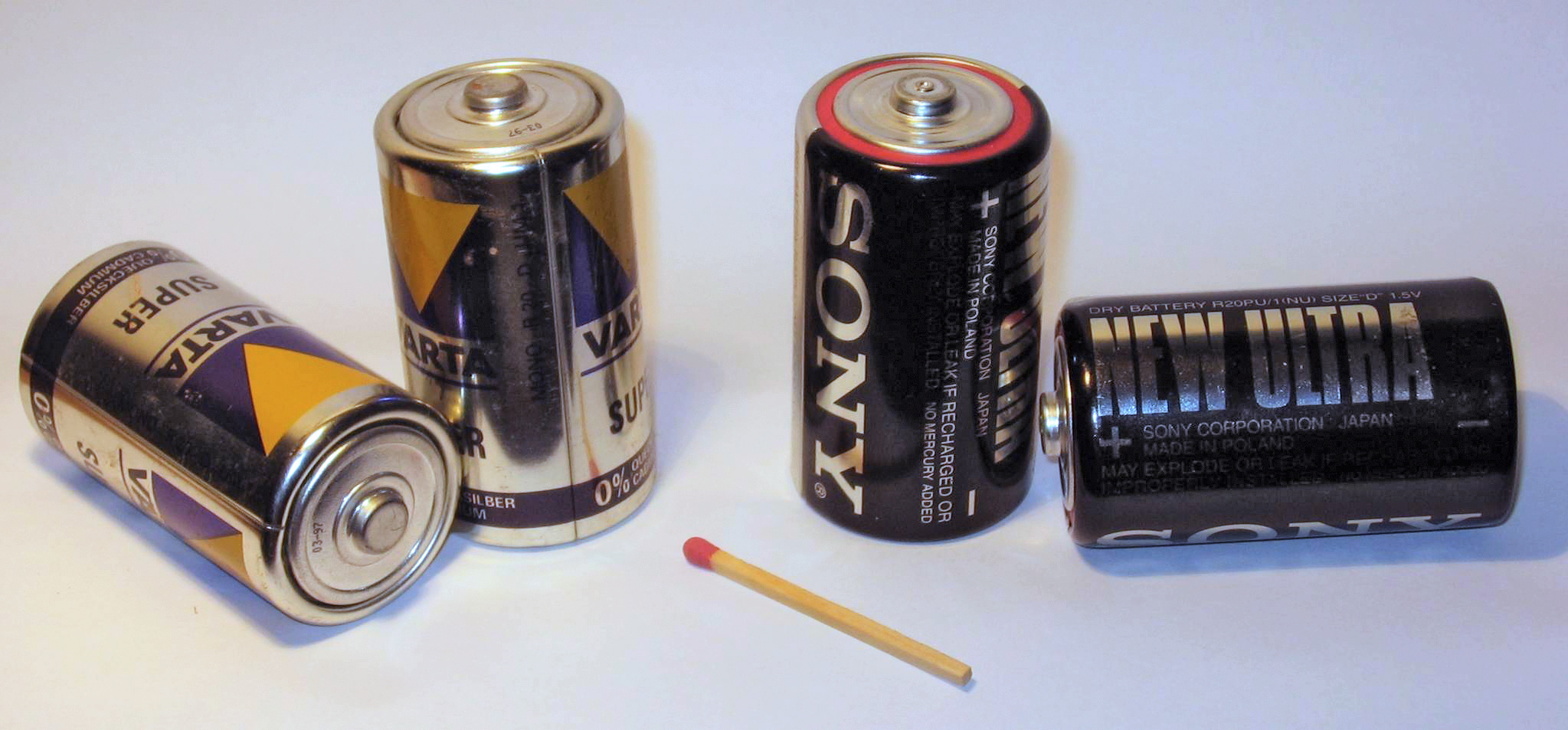
R20・LR20（単1形）

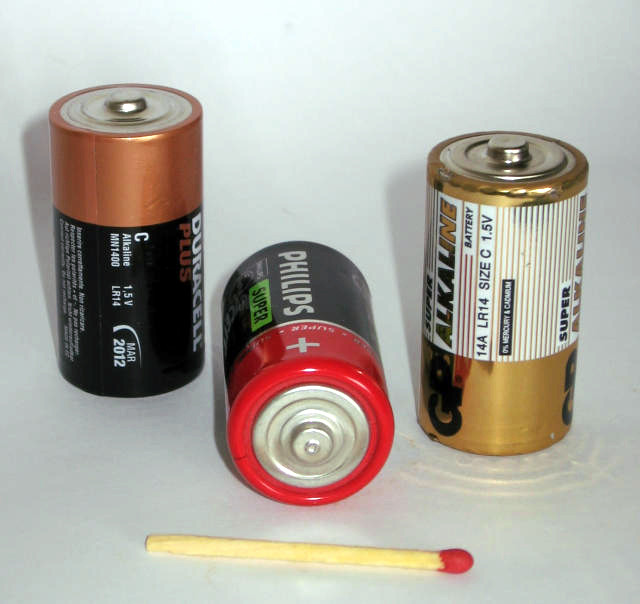
R14・LR14（単2形）

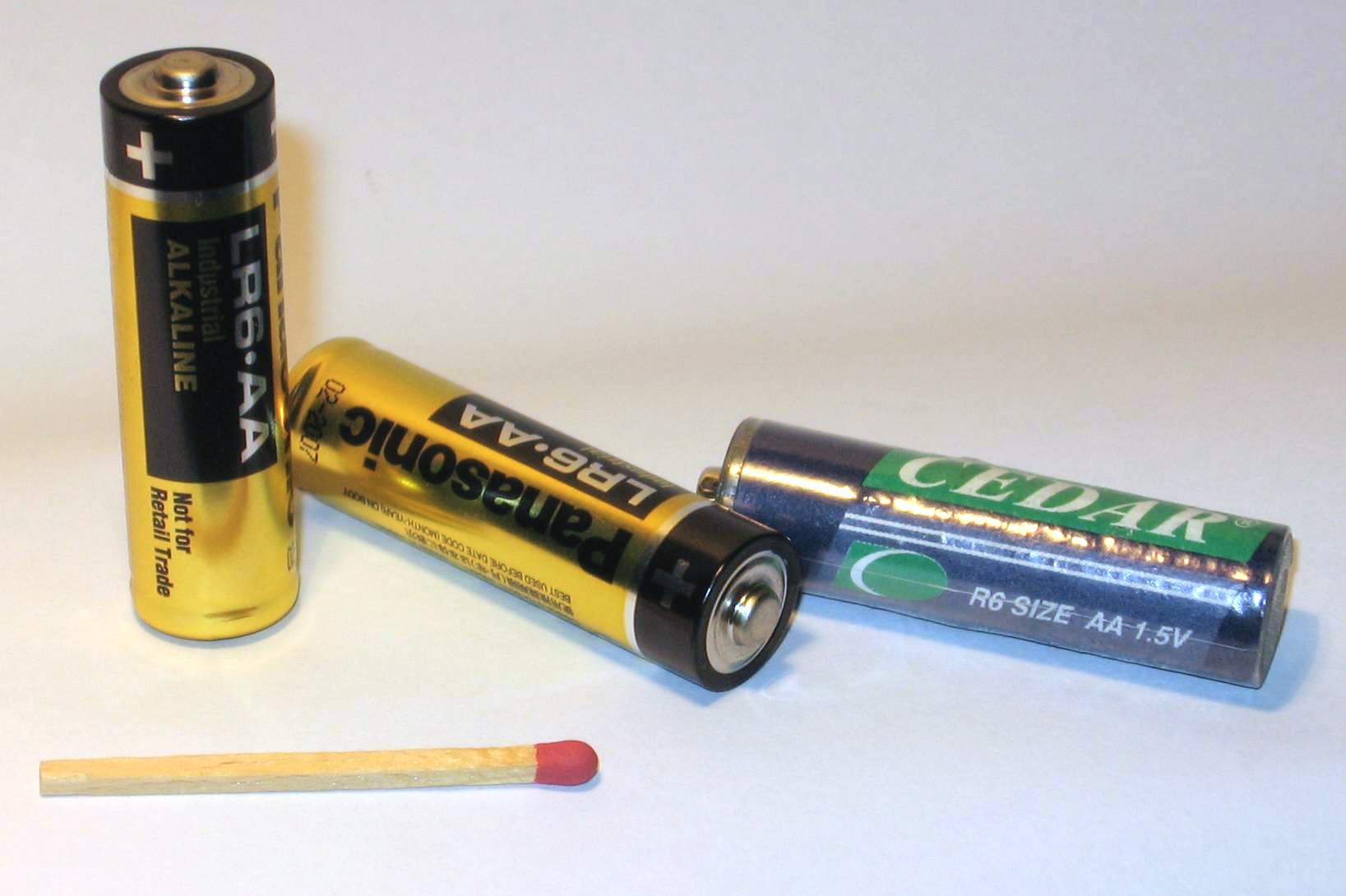
R6・LR6（単3形）

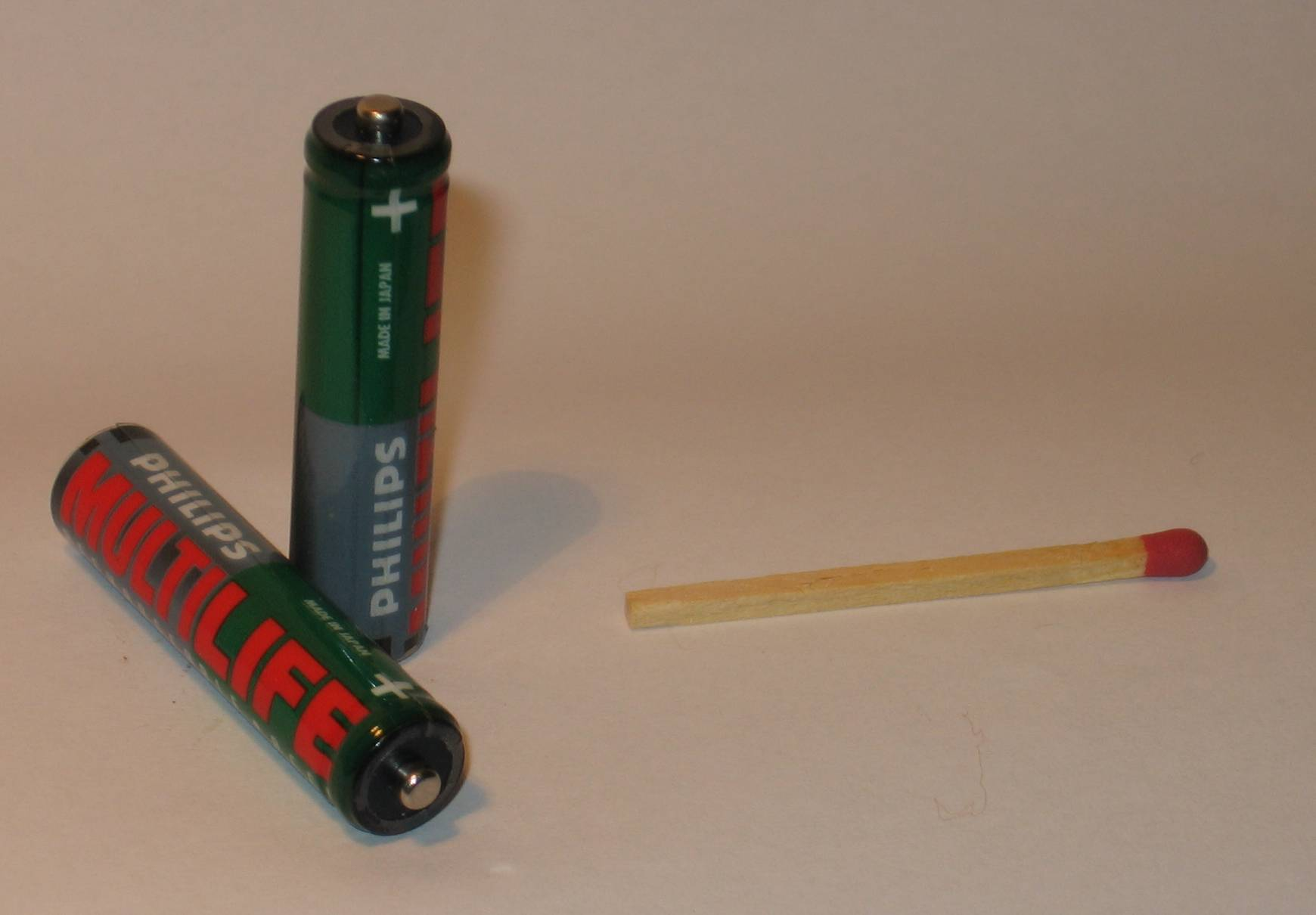
R03・LR03（単4形）

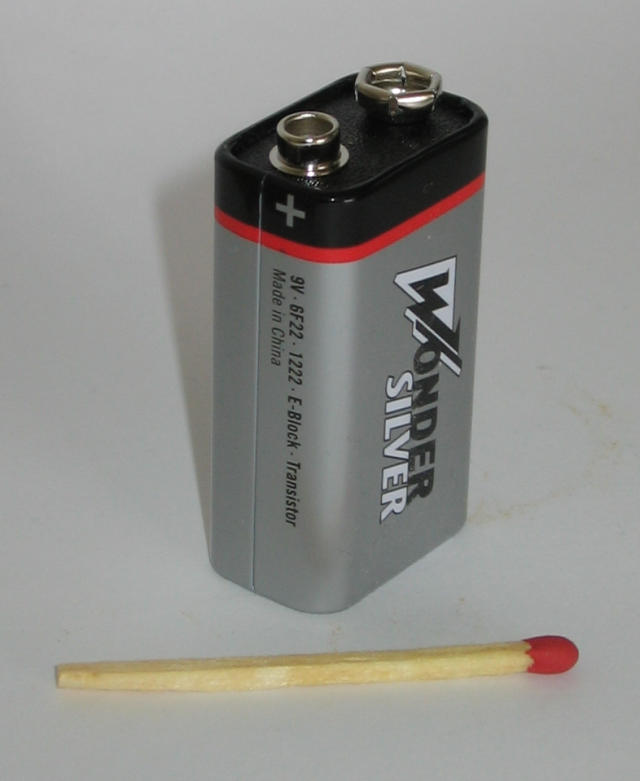
6F22（9V形）

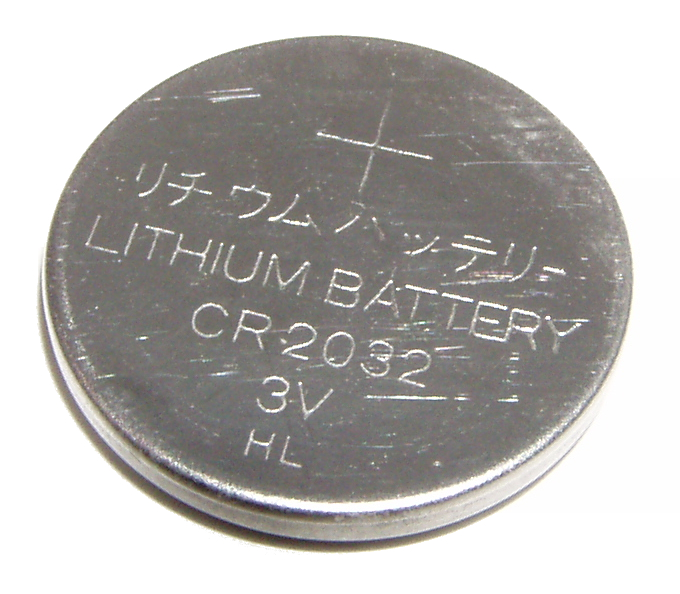
CR2032

IEC 60086-1 と JIS C 8500 で、電池の形状・寸法・電池系などを表す記号が定められている。以下では、規格以外の情報も適宜補足する。

### 層数
積層電池（内部で複数の電池が直列につながれている電池）は、内部の電池の数を表す数字で始まる。単電池は何も付けない。

### 電池系
ラテン文字1文字（一部2文字）で、電池系（電池の化学構造）を表す。表は、参考に二次電池の記号も記す。
公称電圧は電池系で決まるが、実際の電圧は公称電圧より高い電圧で始まり、徐々に降下する。積層電池なら電圧は層数倍になる。
一般的なリチウム電池は二酸化マンガンリチウム電池 (C) だが、単3形・単4形の「リチウム乾電池」は硫酸鉄リチウム電池 (F) である。オキシライド乾電池はニッケル系一次電池 (Z) に分類される。
|          | 記号 | 電池系                     | 正極                 | 電解液                           | 負極         | 公称電圧 |
| -------- | ---- | -------------------------- | -------------------- | -------------------------------- | ------------ | -------- |
| 一次電池 | なし | マンガン乾電池             | 二酸化マンガン       | 塩化亜鉛水溶液                   | 亜鉛         | 1.5      |
| 一次電池 | A    | 空気電池                   | 酸素                 | 塩化アンモニウム・塩化亜鉛水溶液 | 亜鉛         | 1.4      |
| 一次電池 | B    | フッ化黒鉛リチウム電池     | フッ化黒鉛           | 非水系有機電解液                 | リチウム     | 3.0      |
| 一次電池 | C    | 二酸化マンガンリチウム電池 | 二酸化マンガン       | 非水系有機電解液                 | リチウム     | 3.0      |
| 一次電池 | E    | 塩化チオニルリチウム電池   | 塩化チオニル         | 非水系有機電解液                 | リチウム     | 3.6      |
| 一次電池 | F    | 硫化鉄リチウム電池         | 硫化鉄               | 非水系有機電解液                 | リチウム     | 1.5      |
| 一次電池 | G    | 酸化銅リチウム電池         | 酸化銅(II)           | 非水系有機電解液                 | リチウム     | 1.5      |
| 一次電池 | L    | アルカリ乾電池             | 二酸化マンガン       | アルカリ水溶液                   | 亜鉛         | 1.5      |
| 一次電池 | P    | 空気亜鉛電池               | 酸素                 | アルカリ水溶液                   | 亜鉛         | 1.4      |
| 一次電池 | S    | 酸化銀電池                 | 酸化銀               | アルカリ水溶液                   | 亜鉛         | 1.55     |
| 一次電池 | Z    | ニッケル系一次電池         | オキシ水酸化ニッケル | アルカリ水溶液                   | 亜鉛         | 1.5      |
| 二次電池 | H    | ニッケル水素電池           | ニッケル酸化物       | アルカリ水溶液                   | 水素吸蔵合金 | 1.2      |
| 二次電池 | K    | ニッケルカドミウム電池     | ニッケル酸化物       | アルカリ水溶液                   | カドミウム   | 1.2      |
| 二次電池 | IC   | リチウムイオン電池         | リチウム複合酸化物   | 非水系有機電解液                 | 炭素         | 3.7      |
| 二次電池 | PB   | 鉛蓄電池                   | 二酸化鉛             | 希硫酸                           | 鉛           | 2.0      |

### 形状
ラテン文字1文字で形状を表す。
R : 円形（円筒形、ボタン形、コイン形）
F : 角形、平形
P : 非円形 (組電池)
S : ペーパー

### 寸法
数字の列で寸法を表す。正式に規格で定められているのは上限で、下限は参考値となっている。いくつかの寸法は、固有の記号が決められている。
固有の記号には、以下のようなものがある。
| 記号   | 寸法           | 寸法           | 通称              | 通称     | 通称       |
| 記号   | 直径           | 長さ           | 日本              | アメリカ | ヨーロッパ |
| ------ | -------------- | -------------- | ----------------- | -------- | ---------- |
| R03    | 10.5           | 44.5           | 単4形             | AAA      | micro      |
| R1     | 12             | 30.2           | 単5形             | N        | lady       |
| R6     | 14.5           | 50.5           | 単3形             | AA       | mignon     |
| R14    | 26.2           | 50             | 単2形             | C        | baby       |
| R20    | 34.2           | 61.5           | 単1形             | D        | mono       |
| R41    | 7.9            | 3.6            | （ボタン形）      |          |            |
| R43    | 11.6           | 4.2            | （ボタン形）      |          |            |
| R44    | 11.6           | 5.4            | （ボタン形）      |          |            |
| R48    | 7.9            | 5.4            | （ボタン形）      |          |            |
| R54    | 11.6           | 3.05           | （ボタン形）      |          |            |
| R55    | 11.6           | 2.05           | （ボタン形）      |          |            |
| R70    | 5.8            | 3.6            | （ボタン形）      |          |            |
| R-1/3N | 11.6           | 10.8           | （リチウム 電池） |          |            |
| R123A  | 17             | 34.5           | （リチウム 電池） |          |            |
| 6F22   | 48.5×26.5×17.5 | 48.5×26.5×17.5 | 9V形 006P形       | 9V       | 6F22       |

- 廃れた規格が多いため、数字は飛び飛びになっている。
- R1 - R20（単5形 - 単1形）は、細い順になっている（「単○形」の数字は容量順なので順序が一致しない）。1より細い電池は、番号が足りなくなったため、R03などとなった。
- それ以降は申請順のため、記号とサイズの間に規則的な関係はない。

固有の記号が定められていない寸法は、数値で表す。形状がR（円形）の場合、ミリメートルを単位とした直径と、0.1ミリメートルを単位とした長さ（または厚み）を続け、3 - 5桁の数字で表す。たとえば、2032なら、直径20ミリメートル、厚み3.2ミリメートルである。
直径と厚みは、以下の値が定められている。ただし、数値は切捨てで表示するため、いくつかは規格の寸法と表示する寸法が異なっている。実際の寸法をカッコ内に記す。
- 直径 - 4(4.8)、5(5.8)、6(6.8)、7(7.9)、9(9.5)、10、11(11.6)、12(12.5)、16、20、23、24(24.5) ミリメートル
- 厚み - 1.2、1.6、2.0、2.5、3.0、3.6、5.0 ミリメートル

### グレード
マンガン乾電池の単1形 - 単3形に限り、この後にさらに1文字のラテン文字が続き、グレードを表す。
- S : 標準 (standard)
- C : 高容量 (high capacity)
- P : 高出力 (high power)
- PU : 超高性能（※JIS C8501のみで規定）

日本で生産されているのはPとPUである。

### 例
- LR6は、単電池、アルカリ電池、円形、単3型である。
- CR2026は、単電池、二酸化マンガンリチウム電池、円形、直径20ミリメートル、厚み2.6ミリメートルである。
- 6F22は、6層電池、マンガン電池、平形、9V形である。